# L'Indien
Pour le film iranien de 2019, voir L'Indien (film, 2019).
Pour plus de détails, voir Fiche technique et Distribution.
L'Indien (Flap) est un film américain de Carol Reed sorti en 1970.

## Synopsis
Flapping Eagle vit dans une réserve indienne du sud-ouest des États-Unis et boit trop, ce qui est une des nombreuses sources de désaccord entre Flap et sa chérie, Dorothy Bluebell. Il a également des problèmes permanents avec le Sergent. Rafferty, un policier de la ville, qui est brutal et apparemment sectaire. Flap subvient à ses besoins en effectuant des livraisons avec un vieux pick-up et l'aide de ses copains. Le déversement d'une boîte de poupées indiennes destinées à la vente comme souvenirs touristiques se traduit par un billet de Rafferty menant à l'introduction de l'avocat de Flap, Wounded Bear Mr. Smith. 
Plutôt que des livres de droit, le bureau de Wounded Bear est rempli de piles de parchemins ridicules, dont il a finalement été démontré qu'elles représentaient les nombreuses promesses de traités faites à la tribu. De tels documents informent l'avocat de Wounded Bear à Flap dans les incidents qui suivent. Flap tombe dans l'activisme, perturbant d'abord une équipe de construction en train de dynamiter et de construire une autoroute à travers les terres indiennes et détruisant accidentellement le tout nouveau chargeur frontal de l'équipe. Il vole ensuite un train après que Wounded Bear lui fait croire que le train deviendrait la propriété légale des Indiens une fois qu'il serait abandonné sur leur territoire.
Rafferty est violemment battu par Flap après une série d'insultes et d'injures et le comble, l'abattage d'un chien appartenant à un vieil Indien pauvre, pitoyablement solitaire. Maintenant un activiste fugitif-indien dont les protestations lui ont valu la publicité et la popularité, encore une fois sous le conseil d'un traité qui, dans ce cas, suggère qu'une action policière injustifiée contre lui a rendu la ville à la tribu, Flap mène une marche dans la ville pour établir leur demande. 
D'une fenêtre d'hôpital, Rafferty pointe une arme de poing et l'assassine.

## Fiche technique
- Titre : L'Indien
- Titre original : Flap
- Réalisation : Carol Reed
- Production : Jerry Adler
- Société de production : Cine Vesta Associates et Warner Bros.
- Société de distribution : Warner Bros.
- Scénario : Clair Huffaker d'après son roman Nobody Loves a Drunken Indian
- Musique : Marvin Hamlisch
- Photographie : Fred J. Koenekamp
- Montage : Frank Bracht
- Direction artistique : Mort Rabinowitz
- Décors : Ralph S. Hurst et Art Loel
- Pays de production : États-Unis
- Format : Couleur (Technicolor) - 35 mm - 2,35:1 - Son : Mono (Westrex Recording System)
- Genre : Comédie dramatique
- Durée : 106  minutes
- Dates de sortie : 
  - Royaume-Uni : novembre 1970 (Londres)
  - États-Unis : novembre 1970
  - France : 20 novembre 1970

## Distribution
- Anthony Quinn (VF : Henry Djanik) : Flapping Eagle (Aigle battant des ailes en VF)
- Claude Akins (VF : Claude Bertrand) : Lobo Jackson
- Tony Bill : Eleven (Onze en VF) Snowflake
- Shelley Winters (VF : Paule Emanuele) : Dorothy Bluebell
- Victor Jory (VF : Jean Berton) : Wounded Bear (Ours blessé en VF) Smith
- Don Collier (en) (VF : William Sabatier) : Mike Lyons
- Victor French (VF : André Valmy) : Sgt. Rafferty
- Rodolfo Acosta : M. Storekeeper
- Susana Miranda : Ann (Annette en VF) Looking Deer
- Anthony Caruso (en) (VF : Michel Gatineau) : Silver Dollar (Dollar d'Argent en VF)
- William Mims (en) (VF : Jacques Thébault) : Steve Gray, l'employé du procureur
- John War Eagle (en) (VF : Claude Joseph) : Luke Wolf
- J. Edward McKinley (VF : Yves Brainville) : M. Harris, le conseiller du maire
- Robert Cleaves (VF : Claude Joseph) : Gus Kirk
- Robert Foulk (VF : Pierre Collet) : le contremaître du triage